# Османы после 1 ноября 1922
Династия Османов, правившая несколько веков в Османской Империи была низложена 1 ноября 1922 года путём отделения султаната от халифата и упразднения первого.

## Халиф Исламского Халифата Мехмед VI
Мехмед VI получил титул халифа одновременно с титулом Султана Османской Империи. Однако на тот момент Османская Империя была конституционной монархией и полностью зависела от председателя ВНСТ Ататюрка. 1 ноября 1922 года титул Османского султана был упразднён. Тем не менее, титул Халифа всё ещё существовал и оставался за Мехмедом VI (однако не играл никакой значимой роли). 17 ноября 1922 года Мехмед VI покинул Константинополь (и Турцию вообще), тем самым отказавшись от титула халифа. Однако титула он был лишён лишь на следующий день.

## Халиф Абдул-Меджид II
На следующий день, 19 ноября халифом был назначен Абдул-Меджид II. ВНСТ совершало выбор халифа не по генеалогической линии, а по достоинствам, и Ататюрк счёл достойнейшим именно его. 24 ноября он принёс присягу верности. Хоть власть Абдула-Меджида II и признавалась всеми властями, однако сам титул халифа становился всё более ненужным, и всё больше власти переходило в руки ВНСТ.

## Окончательный крах халифата
29 ноября 1923 была провозглашена Турецкая Республика (президентом которой стал Ататюрк), а потому начали обсуждаться вопросы об упразднении титула халифа. 3 марта 1924 года был опубликован указ об изгнании Османов из Турецкой Республики и упразднении халифата и должности халифа как таковой. Абдул-Меджид II покинул страну и направился в Швейцарию.

## В эмиграции и ссылке
В ссылке оказались 164 члена дома Османов. Всем им было запрещено возвращаться в Турцию, однако им выдали паспорт сроком в один год и по две тысячи фунтов стерлингов. Большинство  членов бывшей правящей династии прожили много лет как апатриды и столкнулись с безденежьем (некоторые даже умерли от голода). Члены дома Османов начали работать, дабы прокормить себя.

## Репатриация Османов
Спустя 28 лет, в 1952 году произошло смягчение правил в отношении ссылки Османов, женщинам из рода было разрешено вернуться. Так, вернувшись на родину внучка Абдул-Меджида II Фатьма Неслишах Османоглу была встречена сомнительно. Мужчинам разрешено было вернуться лишь в 1974. Первым главой дома Османов, получившим турецкое гражданство стал Эртугрул Осман. Он получил гражданство в 2004 году.

## Список глав дома Османов (до 1974 года - в изгнании)
1. 3 марта 1924 год - 23 августа 1944 год - Абдул-Меджид II.
2. 23 августа 1944 год - 4 июня 1954 год -  Ахмед Нихад Османоглу.
3. 4 июня 1954 год - 19 мая 1973 год - Осман Фуад Османоглу.
4. 19 мая 1973 год - 19 января 1977 год - Мехмед Абдул-Азиз Османоглу.
5. 19 января 1977 год - 9 декабря 1983 год - Али Васиб Османоглу.
6. 19 декабря 1983 год - 12 марта 1994 год - Мехмед Орхан Османоглу.
7. 12 марта 1994 год - 23 сентября 2009 год - Эртугрул Османоглу.
8. 23 сентября 2009 год - 6 января 2017 год - Баязид Османоглу.
9. 6 января 2017 год - 18 января 2021 год- Дюндар Османоглу.
10. 18 января 2021 год - н.в - Харун Османоглу.